# Bianzano

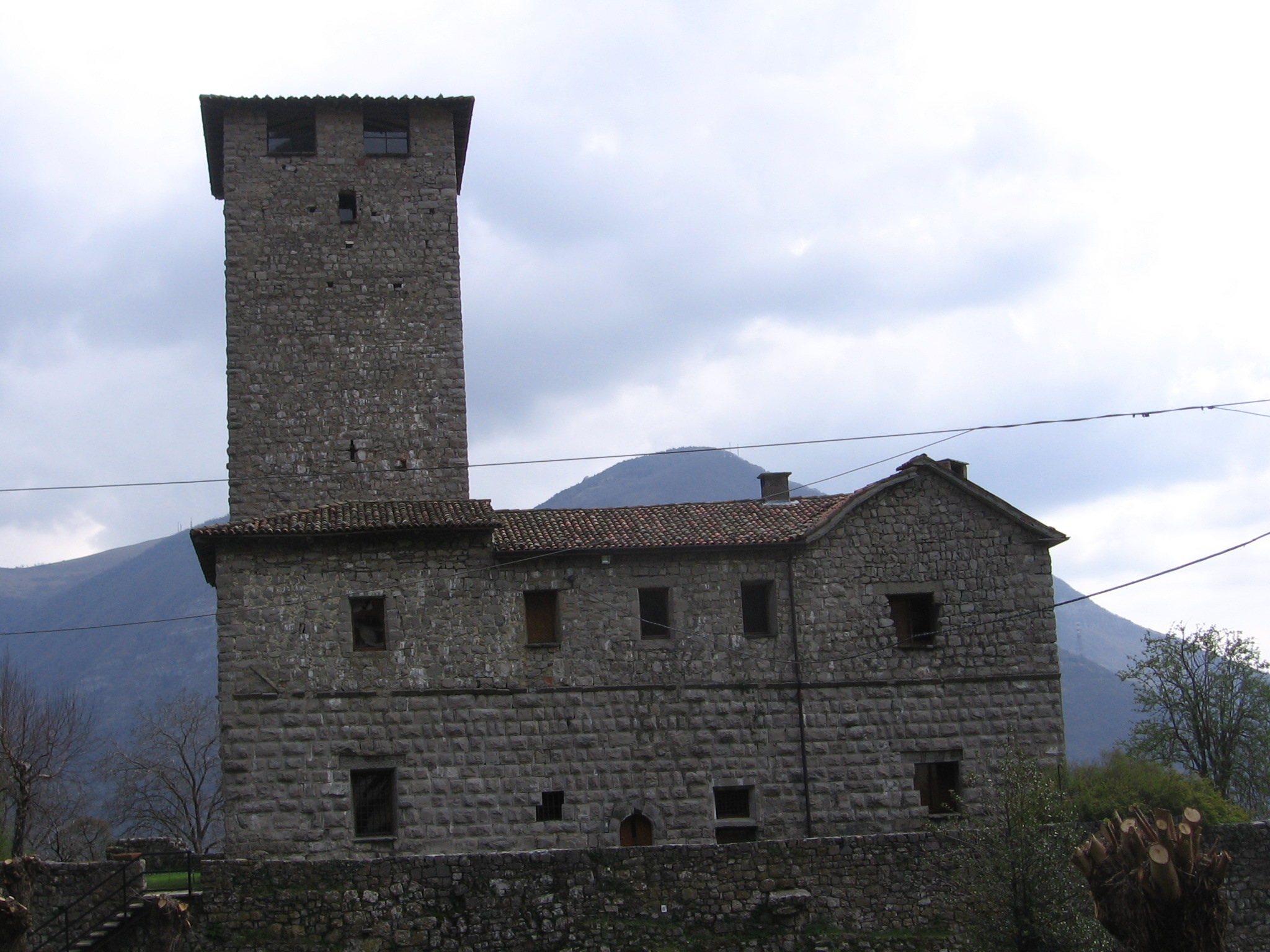
Zamek w Bianzano

Bianzano – miejscowość i gmina we Włoszech, w regionie Lombardia, w prowincji Bergamo.
Według danych na styczeń 2009 gminę zamieszkiwało 580 osób przy gęstości zaludnienia 87,5 os./km².